# Мирзакул
Мирзакул (узб. Mirzoqul / Мирзоқул) — посёлок городского типа, расположенный на территории Шафирканского района Бухарской области Республики Узбекистан.

Статус посёлка городского типа с 2009 года.